# Mattia Zaccaro Garau
Mattia Zàccaro Garau (Roma, 9 ottobre 1988) è un attore italiano.

## Biografia
Laureato in scienze della comunicazione sociale, nel 2009 viene casualmente notato da Luca Guadagnino che lo scrittura per il ruolo di Gianluca Recchi nel suo film Io sono l'amore, con Tilda Swinton e Flavio Parenti. Nel 2013 è protagonista, nel ruolo di Mario Landriani, del film Il pretore, tratto dal romanzo Il pretore di Cuvio di Piero Chiara, con Francesco Pannofino e Sarah Maestri, per la regia di Giulio Base; sempre in quell'anno, appare nella fiction 1992 prodotta da Sky Italia e diretta da Giuseppe Gagliardi.
Affianca all'attività attoriale la scrittura: nel 2012 dà alle stampe, per i tipi di Aletti Editore, la raccolta poetica Sul Far della Vita, premiata con il Certamen Poeticum Apollinare nel 2014 ed insignita di vari altri riconoscimenti, quale l'inserimento nell'antologia del Premio Mario Luzi 2012. Sempre per Aletti, nel 2014 è seguita un'analoga pubblicazione, intitolata Confido. Il primo romanzo per Albatros, Lulù, è del 2023, ed è stato recensito, tra gli altri, dal co-direttore de Il Manifesto, Tommaso Di Francesco, mentre è del 2024 il saggio sulle analogie tra calcio e religione cattolica in Italia, Il calcio come rito. Fenomelogia di una quasi-religione in Italia, stampato da Tab Edizioni.
Il cognome Zàccaro Garau deriva dalla sua scelta di assumere, oltre al cognome paterno, anche quello materno.

## Filmografia
- Io sono l'amore, regia di Luca Guadagnino (2009)
- Il pretore, regia di Giulio Base (2014)
- 1992 – serie TV, episodio 6 (2015)